# Kleiner Selberg

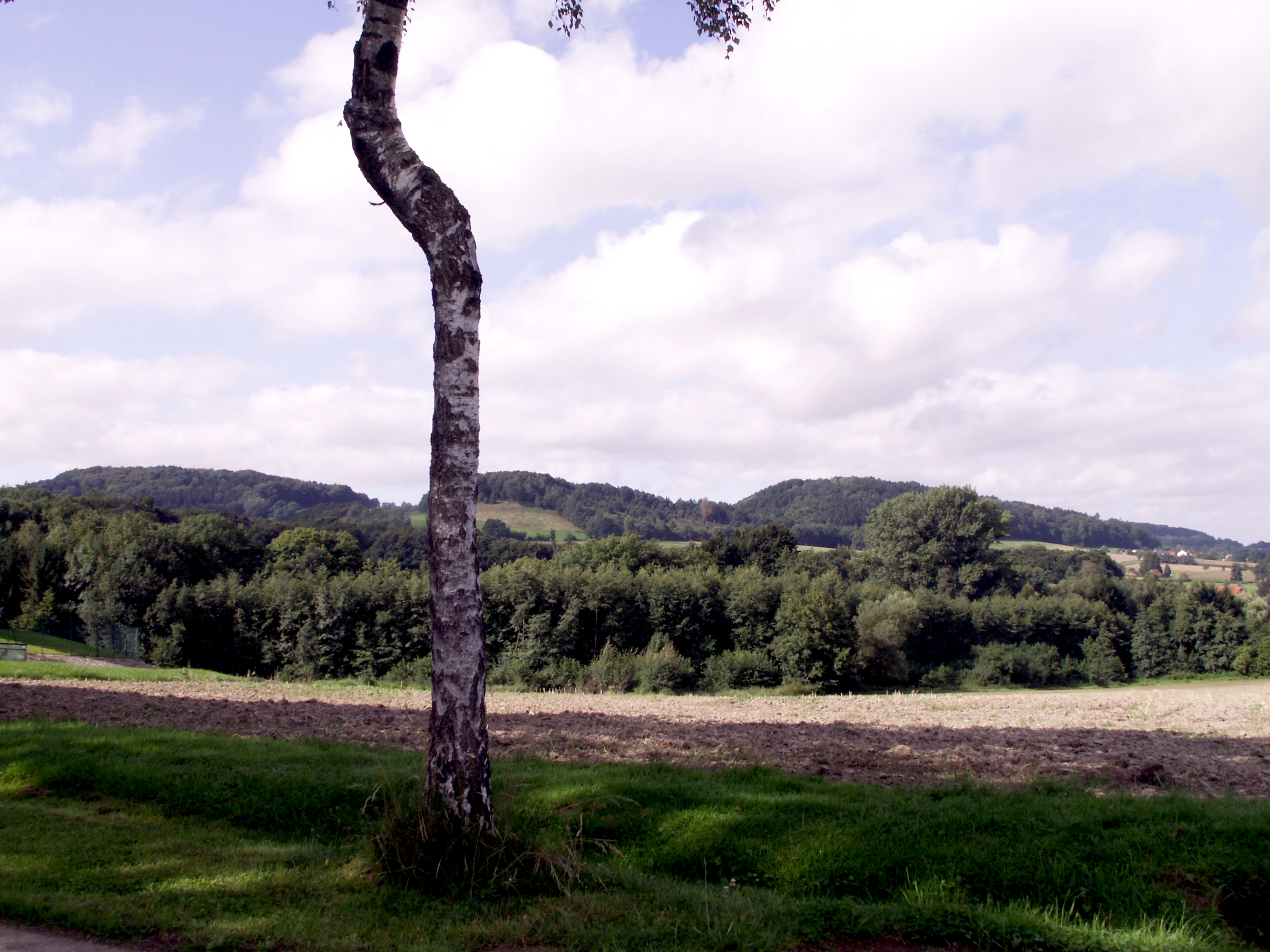
Kleiner Selberg (Bildmitte), Großer Selberg (rechts); Nordostseiten

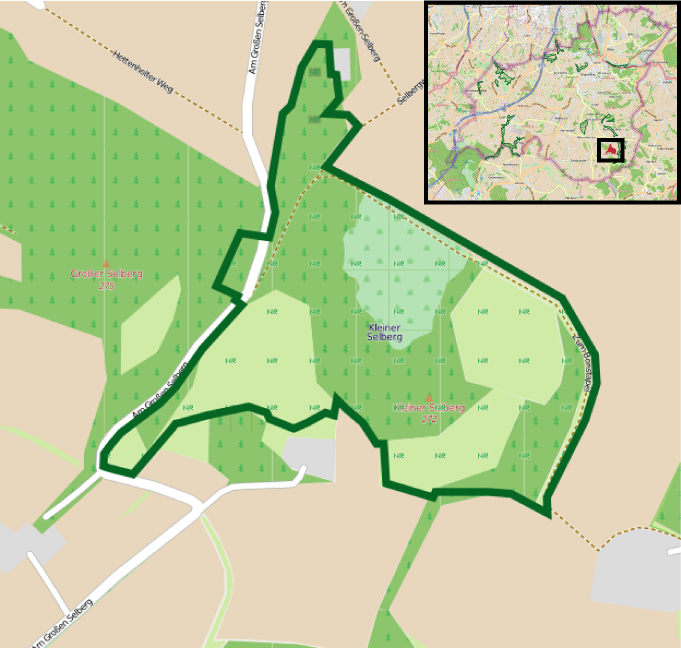
Lageplan der Naturschutzgebiets

Der Kleine Selberg ist ein Berg mit einer Höhe von 271,7 m ü. NN in Vlotho. Der Berg liegt im Osten des Ortsteils Valdorf. Er gehört zu den zehn höchsten Bergen des Kreises Herford. Er gehört naturräumlich zum Weserbergland bzw. zu den Lipper Bergen. Direkt westlich des Kleinen Selbergs liegt der etwas höhere Große Selberg. Südöstlich liegen der Bonstapel und der Nettelberg. Östlich fließt die Linnenbeeke, die am Bonstapel entspringt.
1971 wurde ein Naturschutzgebiet Kleiner Selberg ausgewiesen und 1998 erfolgte im Landschaftsplan Vlotho eine erneute Ausweisung. Das Naturschutzgebiet (NSG) hat eine Größe von 13,6 ha. Es grenzt an das Naturschutzgebiet Linnenbeeke und schützt ebenso wie das Naturschutzgebiet Eiberg eine Wacholderheide, Wälder und Magerweiden auf dem Berg und in einem angrenzenden Bachtal. Die Anzahl der bis zu vier Meter hohen Wacholder wurde 2013 auf über 1.000 geschätzt. Am Nordhang findet sich vor allem eine von der Heidelbeere geprägte Zwergstrauchheide, deren oberer Teil mit zahlreichen Wacholdern bestanden ist. Zu finden ist außerdem der geschützte Bergfarn sowie Rippenfarn. Am Osthang befinden sich nährstoffreichere Wiesen und Weiden.

## Fauna
Im NSG wurden die seltenen Arten wie Neuntöter, Baumpieper, Kleiner Feuerfalter und Feldgrille nachgewiesen.

## Schutzmaßnahmen im Naturschutzgebiet
Noch in den 1930er Jahren war der Kleine Selberg beinahe kahl. In den 1930er Jahren wurden die westlichen steileren Böschungslagen mit Gehölzen bepflanzt. Danach begann in vielen Bereichen eine Ausbreitung von Gehölzen. Der Kreis Herford kaufte die Heidebereiche an der Nordostseite des Berges. Die Kreisflächen werden regelmäßig entkusselt, Gehölze also entfernt. Die frühere Schafbeweidung wurde in den letzten Jahrzehnten nur sporadisch durchgeführt. 2008 und 2009 wurde je eine Teilfläche mit einem Bagger und anderen Geräten abgeplaggt. Dabei wurde die oberste Bodenschicht mit Vegetation entfernt und abtransportiert. Der Rohboden wurde mit Heidekraut aus der Senne eingestreut. So sollte eine Wiederbesiedlung dieser Flächen mit Heidekraut gefördert werden. 2011 erfolgte eine erneute Einstreu mit Heidekraut, da im Trockensommer 2010 viele kleine Heidekrautkeimlinge vertrocknet waren. Die Rohbodenflächen wurden tatsächlich von vielen Heidekrautkeimlingen besiedelt. Die Plaggaktion wurden vom Land NRW und der EU gefördert. Weiter Schutzmaßnahmen sind geplant. Im Süden und Südosten des NSG werden Wiesenflächen extensiv genutzt. Sie werden nach den Vorgaben des Vertragsnaturschutzes nicht mehr gedüngt und erst nach dem 15. Juni gemäht.